# Inmigración finlandesa en Argentina
La inmigración finlandesa en Argentina comenzó a principios del siglo XX y no fue tan masiva como la de otras nacionalidades europeas. La mayoría de los inmigrantes finlandeses se asentó en la provincia de Misiones, pero muchos otros se asentaron en Buenos Aires. Actualmente, muchos de sus descendientes viven en la ciudad misionera de Oberá y alrededores.
La mayoría de los inmigrantes finlandeses llegaron a partir de 1906 y, previo paso por Buenos Aires, se establecieron entre el pueblo misionero de Bonpland y la ciudad de Oberá, donde los descendientes aún conservan algunas de sus tradiciones.

## Llegada al país

### Inmigración finlandesa en Misiones

#### Colonia Finlandesa

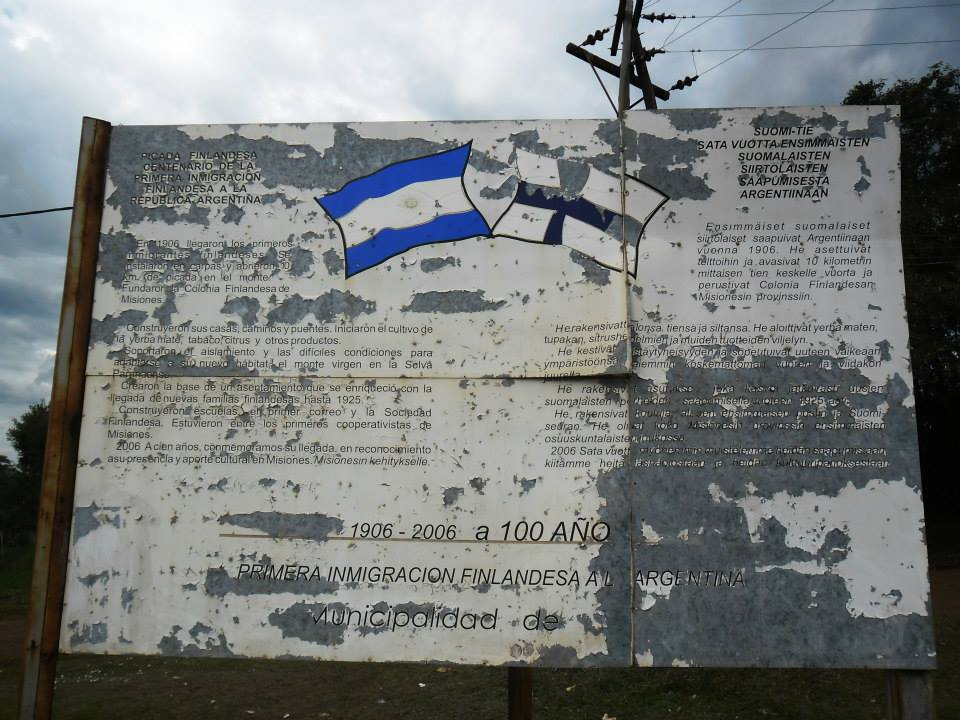
Cartel conmemorativo por los cien años de la inmigración finlandesa en Misiones (1906-2006).

Los primeros inmigrantes finlandeses que llegaron de manera relativamente organizada a la Argentina arribaron al país en 1906 y fundaron la "Colonia Finlandesa" entre las proximidades del pueblo misionero de Bonpland y la ciudad de Oberá. Se estimaron que eran unos 120 personas y hablaban el sueco como lengua materna. En Finlandia hay dos idiomas oficiales: el finés y sueco. Los finlandeses llegaron en cuatro barcos en 1906: Cap Verde (arribado a Buenos Aires el 17 de junio con 88 pasajeros finlandeses), Frankfurt (llegado el 26 de junio, con 24 pasajeros), Helgoland (llegado el 7 de agosto, con 12 pasajeros), Ortega (llegado el 13 de agosto, con 3 pasajeros) y Weimar (llegado el 14 de noviembre, con 12 pasajeros). La gran mayoría (75%) de los primeros colonos fueron hombres solteros. Uno de los pioneros de esta oleada fue Arthur Thesleff. Los motivos de la emigración finlandesa parecen haber estado relacionados en parte con el contexto represivo que vivía el país a comienzos del siglo XX debido a la ocupación rusa del territorio. Otro factor que atrajo a colonos finlandeses a Misiones era la ilusión de enriquecerse en 20 años.

#### Oberá

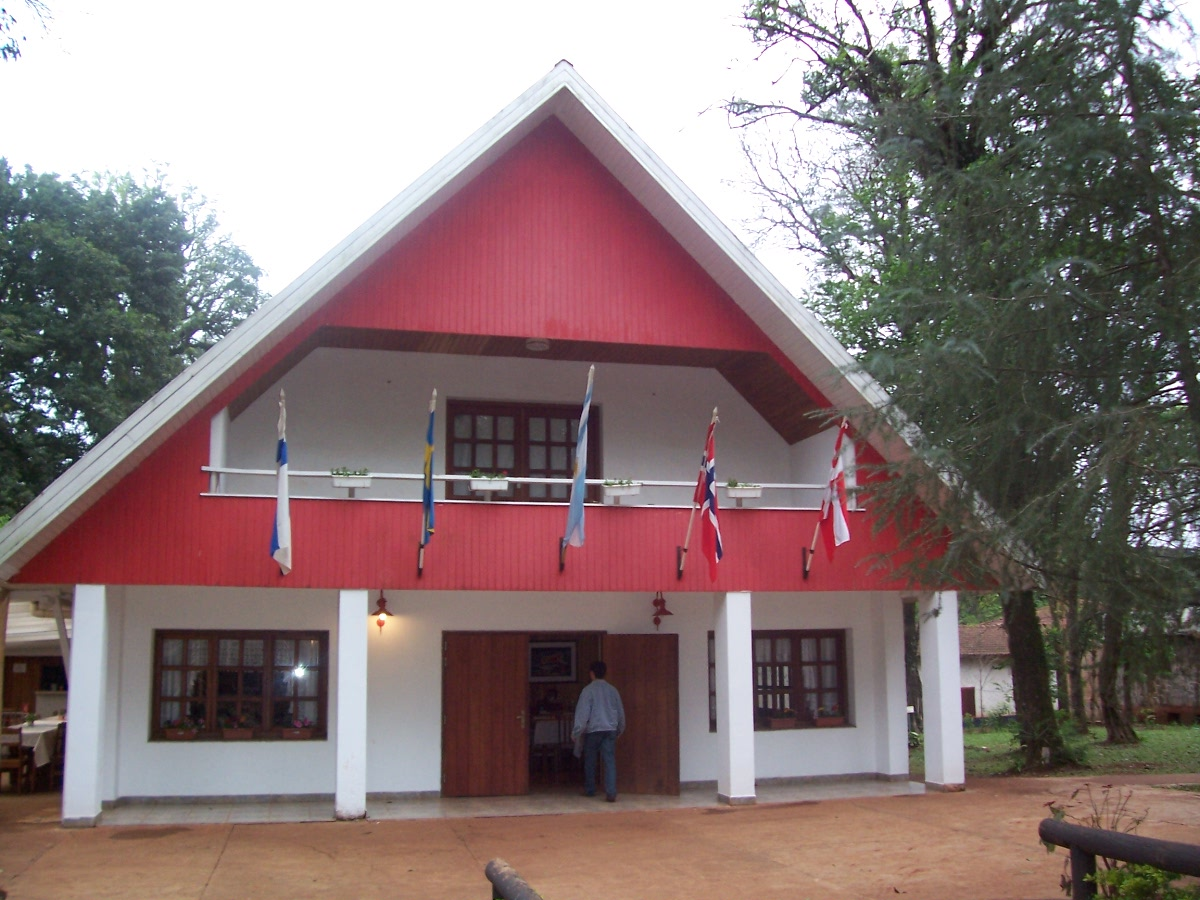
Casa de la Colectividad Nórdica de Oberá, que abarca a las colectividades sueca, danesa, noruega, islandesa y finlandesa.

Los finlandeses fueron una de las primeras colectividades extranjeras en establecerse en lo que hoy es la ciudad de Oberá. En un principio, se llamó "Picada Finlandesa" a las tres secciones en las que se agruparon los lotes de la ciudad. Esto era porque la mayoría de sus pobladores habían llegado de Finlandia.

### Otras zonas donde se establecieron
Además de Misiones, muchos grupos de inmigrantes finlandeses y sus descendientes se radicaron en otras provincias del país, como Corrientes, Córdoba, Entre Ríos, Santa Fe y Buenos Aires (por ejemplo, en Zárate). En Zárate se formó una pequeña colectividad de finlandeses que llegaron de zonas como Misiones. Un pionero de la Colonia Finlandesa que atrajo a otros a mudarse a Zárate fue Eino Parkkulainen. En la actualidad, debido a la proximidad, algunos descendientes de estos finlandeses instalados en Zárate también se encuentran en la ciudad de Campana.

## Tradiciones gastronómicas
En su adaptación e integración a la Argentina, los inmigrantes finlandeses -al igual que los suecos y noruegos- continuaron con algunas de sus tradiciones gastronómicas. En el caso de los finlandeses afincados en Misiones, prosiguieron con la costumbre de cocinar pescado (particularmente surubí) y su tradición de masitas caseras con especias como canela y clavo de olor.